# Vogelpocken
Als Vogelpocken oder Geflügelpocken (Variola avium, veraltet Pockendiphtherie oder Pockendiphtheroid) wird eine pockenartige Viruserkrankung bei Vögeln bezeichnet, die durch Vertreter der Gattung Avipoxvirus (Avipoxviren) in der Familie der Pockenviren (Poxviridae) hervorgerufen wird. Sie gehört in Deutschland zu den meldepflichtigen Tierseuchen. Auch in Österreich unterliegt die Infektionskrankheit der Meldepflicht. Die Vogelpocken sind hochansteckend, die Erkrankungsrate bei einer Infektion beträgt 100 %, die Sterblichkeit bei einer Erkrankung ist, außer bei Erkrankungen mit dem Kanarienpockenvirus, jedoch nur gering. Die Vogelpocken äußern sich in Haut- und Schleimhautveränderungen, können aber auch septikämisch verlaufen.

## Erreger
Die Vogelpockenviren bilden die Gattung Avipoxvirus in der Unterfamilie Chordopoxvirinae der Familie Poxviridae (Pockenviren).
Zur Gattung gehören mit Stand 30. April 2024 nach International Committee on Taxonomy of Viruses (ICTV):
Gattung Avipoxvirus (Vogelpockenviren)
- Spezies Avipoxvirus canarypox (früher Avipoxvirus serini)
mit Canarypox virus (Kanarienpockenvirus, CNPV, CPoV)[7]
- Spezies Avipoxvirus flamingopox
mit Flamingopox virus
- Spezies Avipoxvirus fowlpox (früher Avipoxvirus galli, ehem. Typus)
mit Fowlpox virus (Hühnerpockenvirus, FWPV)
- Spezies Avipoxvirus penguinpox
mit Penguinpox virus
- Spezies Avipoxvirus pigeonpox (früher Avipoxvirus columbae)
mit Pigeonpox virus (Taubenpockenvirus, PGPV)
- Spezies Avipoxvirus quailpox (früher Avipoxvirus coturnicis)
mit Quailpox virus (Wachtelpockenvirus, QUPV)
- Spezies Avipoxvirus turkeypox (früher Avipoxvirus meleagridis)
mit Turkeypox virus (Truthahnpockenvirus, TKPV)

Aufgrund fehlender oder unzureichender Sequenzdaten nicht mehr vom ICTV offiziell anerkannt, aber in der NCBI-Taxonomie gelistet ist:
- Spezies Avipoxvirus psittaci
mit Psittacinepox virus (Papageienpockenvirus, PSPV, ICTV: keine Sequenzdaten)

Weder beim ICTV noch beim NCBI gelistet (und daher offenbar ohne Sequenzdaten) sind:
- Spezies Avipoxvirus falconis
mit Falconpox virus (Falkenpockenvirus, FPV)
- Spezies Avipoxvirus fringillae
mit Juncopox virus (Finkenpockenvirus, JNPV)
- Spezies Avipoxvirus acridotheridis
mit Mynhapox virus (Hirtenstarpockenvirus) (MYPV)
- Spezies Avipoxvirus passeri
mit Sparrowpox virus (Sperlingspockenvirus, SRPV)
- Spezies Avipoxvirus sturni
mit Starlingpox virus (Starenpockenvirus, SLPV)

Beim Taubenpockenvirus und Truthahnpockenvirus war lange Zeit nicht geklärt, ob es sich um eigene Arten, oder nur um Varianten des Hühnerpockenvirus handelt. Das Kanarienpockenvirus unterscheidet sich auch immunologisch deutlich von den anderen Vertretern.
Vogelpockenviren und -erkrankungen sind bei einer Vielzahl von Vogelarten weltweit nachgewiesen. Die Wirtsspezifität ist nicht sehr hoch, die einzelnen Vertreter gehen auch auf heterologe Wirte über. Dabei wird jedoch eine Infektion aber im Regelfall nur über Insektenstiche/-bisse ausgelöst, nicht wie sonst durch Kontakt mit virushaltigen Sekreten. Ein Übergang vom heterologen Wirt auf den eigentlichen Wirt findet vermutlich nicht statt. Vogelpockenviren wurden auch aus Hautverletzungen bei Nashörnern isoliert.
Vogelpockenviren unterscheiden sich deutlich von anderen Pockenviren.  Das Genom des Canarypox virus hat eine Länge von 359.853 Basenpaaren (bp) und kodiert vorhergesagt 328 Proteine bei einem GC-Gehalt von 30 %.
Fast alle Viren der Gattung Avipoxvirus besitzen in ihrem Genom endogene virale Elemente (EVEs), die von CressDNA-Viren der Familie Draupnirviridae stammen und offenbar in der bereits Kreidezeit von ihren Saurier-Vorfahren eingefangen wurden (Horizontaler Gentransfer Virus zu Virus, V2V). 
Die Donor-Viren (Gattung Ferullusivirus, ursprünglich als „Krikovirus“ vorgeschlagen) haben ihr REP-Gen (Replikations-Initiation) zur Verfügung gestellt, im Genom der Avipoxviren finden sich davon oft nur inaktivierte katalytische Motive, es werden aber derzeit (2023) noch unbekannte Funktionen vermutet.

## Krankheitsentstehung
Die Infektion erfolgt im Regelfall durch direkten Kontakt zu infizierten Tieren oder indirekten Kontakt mit virushaltigem Material über kleinste Haut- und Schleimhautverletzungen, bei heterologen Wirten jedoch nur, bei Wildvögeln vor allem durch Insektenstiche (Stechmücken).
Die Inkubationszeit beträgt 8 Tage. An der Infektionsstelle kommt es zunächst zu einer umschriebenen Hautrötung, die sich nach ein bis zwei Tagen in eine Papel und kurz darauf in eine borkige Veränderung („Primärpocke“) umbildet. Nach einer Virusvermehrung an der Infektionsstelle erfolgt die erste Ausschwemmung in das Blut (Virämie) und dann zur Besiedlung der lymphatischen Organe und der Leber. Nach einer weiteren Vermehrung erfolgt eine zweite Virämie, durch die sich die Krankheit an der Haut, den Schleimhäuten oder der Lunge manifestiert.
Infizierte Tiere scheiden Viren über das Nasen- und Augensekret sowie über die Hautveränderungen aus.

## Klinisches Bild

Vogelpocken bei einer Kohlmeise in Sussex.

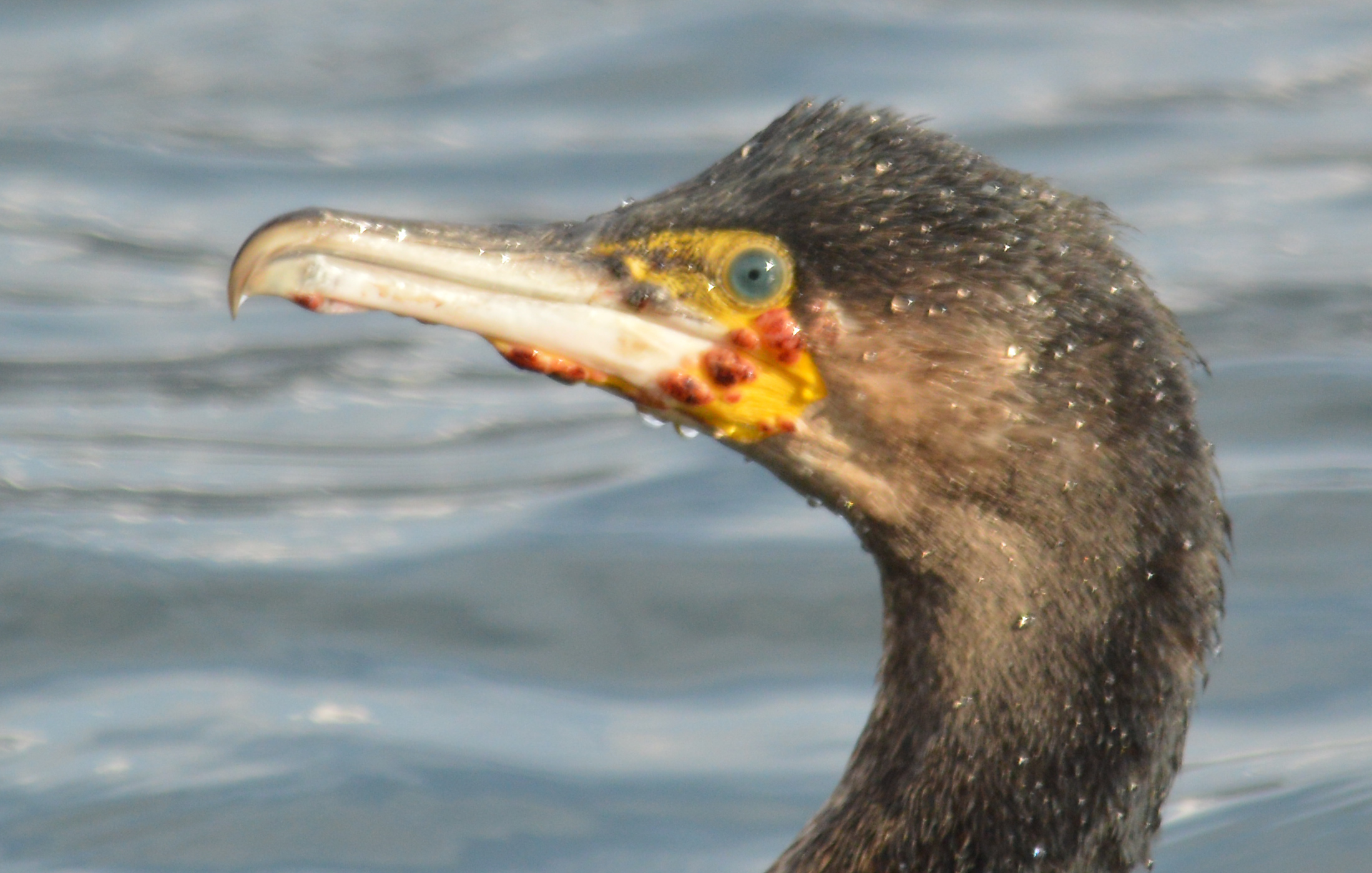
Junger Kormoran mit Vogelpocken am Zeller See

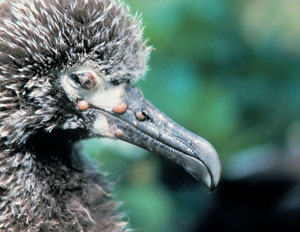
Vogelpocken bei einem Laysanalbatros-Küken

Nach der zweiten Virämie kann sich die Erkrankung in verschiedenen Formen äußern:
- Die Hautform ist durch papulöse Veränderungen vor allem in unbefiederten Regionen, um das Auge herum, am Schnabelansatz, am Kamm und an den Ständern gekennzeichnet. Die Papeln trocknen ein, färben sich gelblich und später bräunlich und fallen dann ab. Bei mildem Verlauf treten im Anschluss daran häufig gutartige Hauttumoren auf.
- Die diphtheroide Form zeigt sich durch fibrinöse Beläge an den Schleimhäuten in der Schnabel-Rachenhöhle (Oropharynx) und am Kehlkopf. Die diphtheroide Form kann mit Hauterscheinungen kombiniert sein.
- Die septikämische Form zeigt sich in Allgemeinstörungen wie Abgeschlagenheit, Fressunlust und Zyanosen. Sie endet meist tödlich, ohne dass typische pockenartige Effloreszenzen auftreten.

Bei Papageienvögeln werden auch Sonderformen wie schwere diphtheroide Darmentzündungen und Nekrosen des Herzmuskels beschrieben. Bei Kanarienvögeln kommt es häufig zu schweren Atembeschwerden, wobei die Vögel den Schnabel beim Atmen schnappend öffnen („Schnappkrankheit“).

## Bekämpfung
Eine Therapie ist nicht möglich. Zur Prophylaxe kann ein Lebendimpfstoff eingesetzt werden. Dieser wird vor allem bei Ausbrüchen der Vogelpocken an noch nicht infizierte Tiere verabreicht. Ziervögel sollten zumindest in größeren Beständen zum Schutz vor Kanarienpocken geimpft werden. Der Impfstoff wird intramuskulär oder durch Durchstechen der Flughaut (wing-web-Methode) verabreicht.

## Geschichte
Vogelpocken sind seit langem bekannt. 1873 wies Bollinger erstmals die in Zellen bei infizierten Tieren auftretenden Einschlusskörperchen nach. 1902 erkannten Marx und Sticker die Virusgenese anhand von Filtraten. Der endgültige Beweis der Virusnatur gelang durch Anzüchtung 1930.